# Дэвидсон, Марама
Марама Мере-Ана Дэвидсон (урожденная Паратене; род. 1973, Окленд) — новозеландский политик, вошедшая в парламент Новой Зеландии в 2015 году в качестве представителя Партии зелёных Новой Зеландии, солидером которой она является.

## Ранняя жизнь и образование
Дэвидсон родилась в Окленде, она принадлежит к иви Нгати Пороу, Те Рарава и Нгапухи. Её отец — актёр Равири Паратене. Оба её родителя в 1970-х были активистами языковой кампании маори. В молодости семья много переезжала; Дэвидсон пошла в школу в Веллингтоне, но впоследствии жила в Данидине и Крайстчерче. В возрасте девяти лет её семья переехала в Фиринаки на Хокианге, где она провела остаток своего детства. Она начала учиться в Гамильтоне, а закончила в Окленде, где получила степень бакалавра искусств. Она также имеет диплом о высшем образовании в области международной дипломатии по изучению коренных народов, полученный через Te Whare Wānanga o Awanuiārangi.

## Профессиональная карьера и участие в сообществе
Дэвидсон работала в Комиссии по правам человека с 2003 по 2012 год. Она работала неполный рабочий день в отделении грудного вскармливания Новой Зеландии. Она была «членом аналитического центра» в расследовании Оуэна Гленна по вопросу жестокого обращения с детьми и домашнего насилия. Дэвидсон была одной из основательниц женской организации маори Te Wharepora Hou Māori Women's Collective.

## Политическая карьера

### Пятое национальное правительство, 2013—2017 годы
Дэвидсон — эколог и защитница прав человека. В июне 2013 года она баллотировалась от партии Зелёных на дополнительных выборах Икароа-Рафити, где заняла четвёртое место с 11,15 % голосов.
На выборах 2014 года она баллотировалась от избирательного округа Тамаки Макаурау. Она заняла 15-е место в списке партии Зелёных и вошла в парламент в 2015 году после отставки Рассела Нормана.
Дэвидсон призвала к либерализации закона об абортах, в дополнение к улучшению уроков полового воспитания, улучшению доступа к контрацептивам и большей поддержке усыновления; сама она сделала аборт в подростковом возрасте.
В октябре 2016 года Дэвидсон отправилась в плавание на «Женском корабле в Газу», целью которого было подчеркнуть израильскую блокаду сектора Газа. Среди других пассажиров на борту были лауреат Нобелевской премии мира Мейрид Магуайр и полковник армии США в отставке Энн Райт. 5 октября корабль Женской флотилии мира «Zaytouna Oliva» был перехвачен ВМС Израиля. В ответ на высадку на борт женской флотилии мира сопредседатель партии Зелёных Метирия Турей призвала израильские власти освободить Дэвидсон и других активистов и прекратить блокаду Газы.
Во время парламентских выборов 2017 года Дэвидсон заняла второе место в последнем списке кандидатов от партии Зелёных в апреле 2017 года. После публикации полных результатов выборов 7 октября Дэвидсон была восстановлена в качестве члена парламента. Партия Зелёных получила 6,3 процента голосов и восемь мест.

### Шестое лейбористское правительство, 2017 — настоящее время
После отставки Метирии Турей с поста соруководительницы партии Зелёных в 2017 году Дэвидсон считали возможной претенденткой на лидерство. 4 февраля 2018 года она официально объявила о выдвижении на этот пост, а 8 апреля победила на выборах сопредседателя женского пола, победив коллегу-депутата Джули Энн Гентер, которая также оспаривала эту должность. Подведя итоги соправительству Зелёных, Марама заявила, что ответственность Зелёных заключалась в том, чтобы подтолкнуть возглавляемое лейбористами коалиционное правительство в прогрессивном направлении, включая отмену авансовых платежей за сдачу жилья внаём.
Дэвидсон поддержала решение мэра Окленда Фила Гоффа запретить выступление двоих ультраправых спикеров Лорен Саутерн и Стефана Молинье в помещениях, принадлежащих городскому совету, в 2018 году. После этого ей и её детям угрожали изнасилованием и смертью в социальных сетях. Во время митинга против расизма, на котором присутствовали семьи с детьми, Дэвидсон заявила, что в ответ на угрозы Новой Зеландии необходимо переаппроприировать слово cunt.
25 марта 2020 года Дэвидсон стала членом Комитета по реагированию на эпидемии — специального комитета, который рассматривал меры реагирования правительства на пандемию COVID-19.
Во время парламентских выборов 2020 года, состоявшихся 17 октября, Дэвидсон была переизбрана в парламент по партийному списку. Марама Дэвидсон также баллотировалась от округа Тамаки Макаурау, но заняла там третье место после кандидата от Лейбористской партии Пени Хенаре и кандидата от Партии маори Джона Тамихере. Зелёные получили 7,9% голосов избирателей (226 754).
После длительных переговоров между зелёными и лейбористами, которые заключили соглашение о «сотрудничестве» 31 октября 2020 года, Дэвидсон была назначена министром по предотвращению семейного и сексуального насилия, а также стала заместителем министра жилищного строительства, отвечающим за бездомность.
В мае 2021 года Дэвидсон бросили вызов партии National и Act за то, что она присутствовала и выступала на собрании Mongrel Mob в штаб-квартире отделений Waikato в Гамильтоне. Дэвидсон присутствовала на собрании вместе с коллегой-членом парламента от зелёных Элизабет Керекере и комиссаром по правам человека Полом Хантом. На собрании обсуждались права человека, справедливость и расизм, и Дэвидсон защищала участие и выступление на собрании, написав в Твиттере, что это было «потрясающее общественное мероприятие во имя справедливости». Дэвидсон также выступила в защиту участия в собрании, заявив, что жизненно важно, чтобы в нём участвовал ряд сообществ, и написав в Твиттере, что банды были частью «разнообразных сообществ, которые подвергались стойкому и системному расизму».

## Личная жизнь
Марама Дэвидсон замужем за Полом Дэвидсоном, от которого у неё шестеро детей; их младший ребёнок родился в 2008 году. Дэвидсон имеет квалификацию как инструктор по аэробике и во время учёбы преподавала неполный рабочий день в Les Mills International, чтобы прокормить детей.
В конце июня 2018 года на подкасте Speaking Secrets Дэвидсон сообщила, что в восьмилетнем возрасте подверглась сексуальному насилию от дальниего родственника. Когда парламент выпустил официальное извинение перед гомосексуальными мужчинами, осуждёнными за секс по согласию до реформы Закона о гомосексуализме 1986 года, Дэвидсон рассказала, что её дядя напал на гея после того, как тот обратился к нему с предложением переспать. Позже её дядя был осужден за непреднамеренное убийство: его жертва упала в гавань Веллингтона и утонула. Дэвидсон извинилась перед новозеландским ЛГБТ-сообществом от имени своего покойного дяди.